# De Kroon (film)
De Kroon is een Nederlandse film uit 2004 van Peter de Baan, naar een scenario van Ger Beukenkamp. De film werd gemaakt naar aanleiding van de perikelen rond het huwelijk van Willem-Alexander en Máxima Zorreguieta. Het verhaal is gebaseerd op feiten, maar neemt vooral de vrijheid om in te vullen wat er achter gesloten deuren is gebeurd en besproken. De film werd vertoond als miniserie op tv in twee delen.

## Plot
Het is 2001 en de kroonprins der Nederlanden maakt zijn aanstaande huwelijk met zijn Argentijnse vriendin Máxima Zorreguieta bekend aan het volk. Het publiek sluit Máxima al gauw in de armen, maar als er mede door de pers bekend wordt gemaakt dat Máxima's vader Jorge deel uitmaakte van het regime uit de jaren zeventig in Argentinië als minister van landbouw, waarbij er velen mensen verdwenen, wordt er bezwaar gemaakt dat deze man bij het huwelijk op 2 februari 2002 aanwezig zal zijn. Het probleem breidt zich uit in politieke kringen, in de Tweede Kamer wordt er protest aangetekend. Aan premier Wim Kok, die aan zijn laatste maanden bezig is, dit probleem op te lossen. Hij neemt daarbij Max van der Stoel in de arm, en beiden trachten dit in stil overleg en democratisch op te lossen.
Van der Stoel is niet van plan het probleem op te lossen, hij laat zich toch zeker niet gebruiken als boodschappenjongen van Wim Kok en daarbij heeft hij wel wat belangrijkers te doen, het opkomen voor alle minderheden in de wereld. Kok zegt tegen Van der Stoel dat hij iets goed te maken heeft: hij en het Kabinet Den Uyl hebben in de jaren '70 en '80 niet ingegrepen, laat staan zich te hebben uitgesproken tegen de genocide in Argentinië onder het regime van Videla. Waarop Van der Stoel Kok toezegt met Zorreguieta te willen praten.
Hij reist samen met professor Michiel Baud, die onderzoek heeft gedaan naar de betrokkenheid van Zorreguieta en tolk Saskia van Zon naar New York met als voornemen Zorreguieta en zijn vrouw om te praten het huwelijk niet te bezoeken. Echter is dat helemaal niet de bedoeling van Van der Stoel om met Zorreguieta te praten. Hij gaat naar New York om geld op te halen voor Albanese universiteit in Macedonië. Echter maat Baud hem duidelijk dat hij op zichzelf geen gewicht in de schaal kan leggen bij Zorreguieta en dat Van der Stoel dat wel kan, waarop Van der Stoel overstag gaat.
In New York wordt duidelijk dat Zorreguieta zich niet zomaar laat ompraten en voet bij stuk houdt om aanwezig te zijn bij het huwelijk van zijn dochter. Door hun onderlinge verschillen voelt Van der Stoel dat hij niet instaat Zorreguieta te overtuigen zolang Baud erbij is, die niet diplomatiek is en Van der Stoel stuurt hem naar huis. Het wordt echter duidelijk dat Zorreguieta niet om te praten valt en Van der Stoel keert onverrichter zake terug naar huis.
Thuis krijgt hij te maken met Kok, maar ook met Willem-Alexander en Máxima die zeggen dat zij in het buitenland zullen trouwen op het moment dat Zorreguieta de toegang tot het huwelijk wordt ontzegd. Kok zet Van der Stoel verder onder druk: je had belooft het te regelen. Waarop volgend Van der Stoel Zorreguieta ontmoet in Sao Paolo. Wat ze niet weten is dat Máxima haar vader achterna is gereisd. 
Zorreguieta blijft voet bij stuk houden, wat Van der Stoel ook probeert. Zorreguieta vindt dat het niet aan Van der Stoel is hem de toegang tot huwelijk van zijn dochter te ontzeggen. Hij vindt eveneens dat dat Nederland de daden van het Videla regime niet moet veroordelen: het land is rijk geworden met drugshandel en slavernij. Van der Stoel zegt dat Zorreguieta hem doet denken aan een man die jarenlang rustig in Argentinië heeft kunnen rondlopen: Adolf Eichmann. Waarop Zorreguieta de deur achter zich dichtgooit. Van der Stoel biedt zijn excuses aan en maakt Máxima duidelijk dat haar vader zal worden aangehouden op grond van het VN Voltenverdrag als hij Nederlandse bodem betreedt. 
Diezelfde avond duikt Willem-Alexander aan in het hotel en krijgt Van der Stoel een krantenbericht onder ogen waarin hij de woorden van Videla aanhaalt om te zeggen dat wat er zich in Argentinië heeft afgespeeld niet zo ernstig was dan dat iedereen zegt dat het was. Van der Stoel belt Kok op en zeg dat: "niet de schoonvader het probleem is, maar de schoonzoon zelf". 
Buiten het hotel bekent Zorreguieta indirect betrokken te zijn geweest bij de genocide. En zegt hij toe niet naar het huwelijk te zullen komen. Máxima heeft ingezien dat ze alleen koningin van Nederland en de vrouw van Willem-Alexander kan worden als haar vader niet op het huwelijk komt en ze heeft hem zover gekregen niet te komen. 
Aan het einde van de film zit Van der Stoel met zijn dochters en kleinkinderen naar het huwelijk van Máxima en Willem-Alexander te kijken (de oorspronkelijke beelden), op tv, als hij van zijn dochter een briefje in handen krijgt en hij een nummer belt.
In een hotel in België gaat de telefoon over, Van der Stoel en zijn vrouw kijken vanuit de hotelkamer naar het huwelijk van hun dochter op tv als de telefoon overgaat. Zorreguieta neemt op en krijgt Van der Stoel aan de lijn die hem in het Spaans feliciteert met het huwelijk. Zorreguieta neemt de felicitaties aan en hangt daarna op. 

## Rolverdeling
| Personage                        | Acteur             | Functie                                                       |
| -------------------------------- | ------------------ | ------------------------------------------------------------- |
| Max van der Stoel                | Eric van der Donk  | Minister van Staat, Voormalig Minister van Buitenlandse Zaken |
| Jorge Zorreguieta                | Simón Andreu       | Vader Máxima, Voormalig Minister van Landbouw                 |
| Máxima Zorreguieta               | Hadewych Minis     | Verloofde Willem Alexander, Dochter Zorreguieta               |
| Wim Kok                          | Bram van der Vlugt | Minister-President                                            |
| Willem-Alexander der Nederlanden | Roef Ragas         | Kroonprins                                                    |
| Maria Zorreguieta                | Silvia Munt        | Moeder Máxima, Vrouw Zorreguieta                              |
| Prof. Michiel Baud               | Thom Hoffman       | Wetenschapper, Onderzoeker                                    |
| Saskia van Zon                   | Marjolein Beumer   | Tolk                                                          |
| Karin                            | Katja Herbers      | Kleindochter van der Stoel                                    |
| Dochter van der Stoel            | Elsie de Brauw     |                                                               |
| Dochter van der Stoel            | Mirjam Sternheim   |                                                               |
| Secretaresse van der Stoel       | Joke Tjalsma       |                                                               |

## Opnamelocaties
- OVSE (kantoor van der Stoel): Prinsessegracht 27, Den Haag
- Catshuis: Buitenplaats Beeckestijn, Rijksweg 134, Velsen-Zuid
- Hotel (New York): Tropenmuseum, Mauritskade 63, Amsterdam